# La Brûlatte
La Brûlatte és un municipi francès situat al departament de Mayenne i a la regió de País del Loira. L'any 2007 tenia 695 habitants.

## Demografia

### Població
El 2007 la població de fet de La Brûlatte era de 695 persones. Hi havia 254 famílies de les quals 56 eren unipersonals (16 homes vivint sols i 40 dones vivint soles), 83 parelles sense fills, 107 parelles amb fills i 8 famílies monoparentals amb fills.
La població ha evolucionat segons el següent gràfic:
Habitants censats

### Habitatges
El 2007 hi havia 286 habitatges, 267 eren l'habitatge principal de la família, 6 eren segones residències i 13 estaven desocupats. 280 eren cases i 6 eren apartaments. Dels 267 habitatges principals, 232 estaven ocupats pels seus propietaris, 32 estaven llogats i ocupats pels llogaters i 3 estaven cedits a títol gratuït; 9 tenien dues cambres, 28 en tenien tres, 90 en tenien quatre i 140 en tenien cinc o més. 229 habitatges disposaven pel capbaix d'una plaça de pàrquing. A 86 habitatges hi havia un automòbil i a 160 n'hi havia dos o més.

### Piràmide de població
La piràmide de població per edats i sexe el 2009 era:
| Homes | Edats   | Dones |
| ----- | ------- | ----- |
| 0     | 95 o +  | 0     |
| 0     | 90 a 94 | 0     |
| 0     | 85 a 89 | 0     |
| 4     | 80 a 84 | 4     |
| 8     | 75 a 79 | 4     |
| 0     | 70 a 74 | 8     |
| 20    | 65 a 69 | 8     |
| 24    | 60 a 64 | 4     |
| 12    | 55 a 59 | 20    |
| 24    | 50 a 54 | 32    |
| 28    | 45 a 49 | 28    |
| 32    | 40 a 44 | 16    |
| 28    | 35 a 39 | 24    |
| 12    | 30 a 34 | 4     |
| 28    | 25 a 29 | 28    |
| 20    | 20 a 24 | 20    |
| 36    | 15 a 19 | 24    |
| 12    | 10 a 14 | 20    |
| 16    | 5 a 9   | 16    |
| 12    | 0 a 4   | 20    |

## Economia
El 2007 la població en edat de treballar era de 483 persones, 362 eren actives i 121 eren inactives. De les 362 persones actives 346 estaven ocupades (189 homes i 157 dones) i 17 estaven aturades (8 homes i 9 dones). De les 121 persones inactives 59 estaven jubilades, 36 estaven estudiant i 26 estaven classificades com a «altres inactius».

### Ingressos
El 2009 a La Brûlatte hi havia 266 unitats fiscals que integraven 703 persones, la mediana anual d'ingressos fiscals per persona era de 17.150 €.

### Activitats econòmiques
Dels 32 establiments que hi havia el 2007, 3 eren d'empreses extractives, 1 d'una empresa alimentària, 2 d'empreses de fabricació de material elèctric, 1 d'una empresa de fabricació d'altres productes industrials, 5 d'empreses de construcció, 4 d'empreses de comerç i reparació d'automòbils, 1 d'una empresa de transport, 1 d'una empresa d'informació i comunicació, 2 d'empreses financeres, 9 d'empreses de serveis, 1 d'una entitat de l'administració pública i 2 d'empreses classificades com a «altres activitats de serveis».
Dels 5 establiments de servei als particulars que hi havia el 2009, 1 era un taller de reparació d'automòbils i de material agrícola, 1 fusteria, 2 lampisteries i 1 empresa de construcció.
L'únic establiment comercial que hi havia el 2009 era una fleca.
L'any 2000 a La Brûlatte hi havia 23 explotacions agrícoles que ocupaven un total de 704 hectàrees.

## Equipaments sanitaris i escolars
El 2009 hi havia una escola elemental integrada dins d'un grup escolar amb les comunes properes formant una escola dispersa.

## Poblacions més properes
El següent diagrama mostra les poblacions més properes.